# Beau Billingslea
John "Beau" Billingslea (Charleston, Carolina del Sur, 1944) es un actor de cine, televisión y doblaje estadounidense. Es conocido por ser la voz de Jet Black en la popular serie de anime Cowboy Bebop. Además de hacer doblaje, apareció en muchas series de televisión populares como actor invitado. Antes de entrar en la industria del entretenimiento, jugó al fútbol americano en la University of Connecticut.

## Vida personal
Después de acabar en la facultad de derecho, Billingslea se convirtió en oficial del Judge Advocate General's Corps para el ejército de los Estados Unidos. Abandonó la carrera militar con el rango de Capitán. 
Su hijo es abogado y su hija es contable.

## Filmografía

### Televisión
- 7th Heaven – Gene Carter
- All of Us – Bill
- Arliss – Mac Paulsen
- Barnaby Jones – O'Donnell
- Boomtown – Comandante de la Academia de Policía
- Call to Glory – Capitán
- Castle – Dr. Walter Parish
- City of Angels – Detective Frank Adelson
- Cold Case – Willie Dandridge
- Cutter to Houston – Reyster
- Daddio – Entrenador Willis
- Dallas – Dr. Miller
- Diagnosis: Murder – Capitán de Policía St. Louis
- The District – Mr. Haywood
- The Fall Guy – Nolte
- Family Law – Juez Lawrence Harrington
- Franklin & Bash (2011-2014) – Juez James Douglas
- General Hospital – Juez Cole
- In Justice – Mickey Bettis
- JAG – Col. Klesko
- Just Jordan – Grant Cunningham
- Knots Landing – Reportero #6
- L.A. Heat – Mr. Smith
- L.A. Law (1994) – Detective (Episode: "Whistle Stop")
- Uno para todas – Walter
- Mad About You – Jefe de Seguridad
- Married... with Children – Reverendo Hightower
- Murphy Brown – Reverendo Hightower
- Norte y Sur (1986) – Ezra
- NYPD Blue – Adjunto Warden Jim Cullen, Det. Hankin
- Profiler – Director de la Prisión
- The Royal Family  – Bob Bryant
- Touched by an Angel – Hombre #1
- Santa Barbara – Policía
- Sparks – Mr. Fletcher
- Walker, Texas Ranger – Tom Jakes
- Weeds – Wilfred
- Wizards of Waverly Place – Mr. Parks
- The Young and the Restless – Trenton Jordan

### Películas
- 10 to Midnight – Sargento de Guardia
- The American President – Agente Cooper
- The Blob – Moss Woodley
- Final Voyage – Gordon
- Halloween H20: 20 Years Later – Fitz
- Hannah Montana: La pelicula – Alcalde
- In the Army Now – Sargento Daniels
- Leprechaun: Back 2 tha Hood – Thompson
- Night Shift – Donny
- Real Genius – George
- Rebound – Miembro del Consejo de la NCBA
- Rusty: A Dog's Tale – Sheriff Wilson
- See No Evil – Reportero de Noticias
- Star Trek Into Darkness – Capitán Abbott
- Surface to Air – Capitán Wallace
- The Toy Warrior – Director

### Otros
- Adventures in Voice Acting – Él mismo